# 훈데르포센 가족공원
훈데르포센 가족공원(Hunderfossen Familiepark)은 노르웨이 인라네주의 릴레함메르 북쪽에 있는 놀이 공원이며 1984년에 설립되었다. 노르웨이의 영화감독인 이보 카프리노(Ivo Caprino)에 의해 노르웨이의 민속학자인 페테르 크리스텐 아스비에른센과 예르겐 모에의 노르웨이 민화를 테마로 하여 지어졌다. 훈데르포센 가족공원은 노르웨이의 가장 큰 관광 명소 중 하나이며 매년 여름 275,000명이 넘는 방문객이 찾아온다. 2월부터 3월 중순까지 개장하는 윈터 파크도 있다.

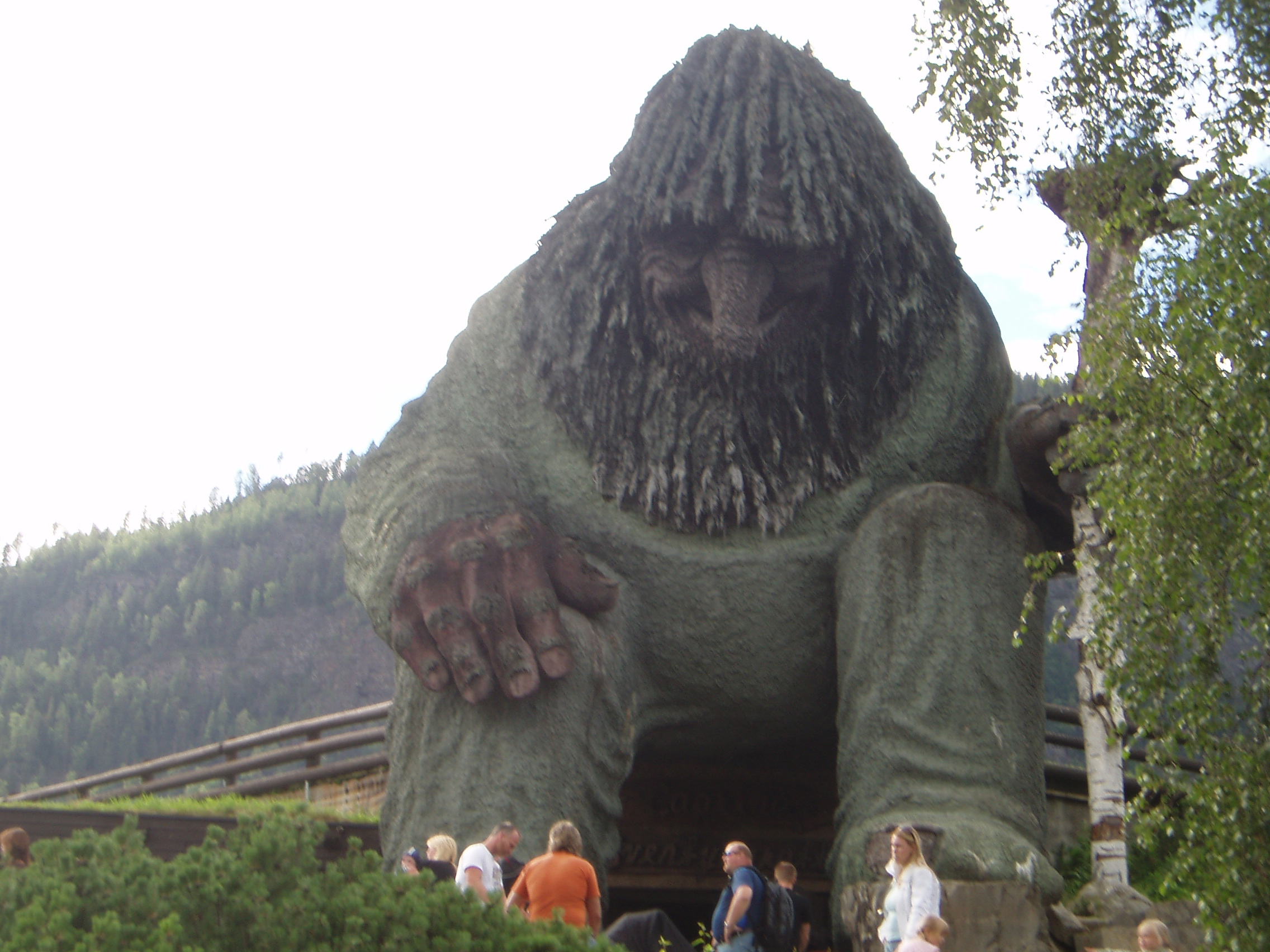
훈데르포센 공원에 있는 거대 트롤